# Smittipora americana
Smittipora americana är en mossdjursart som först beskrevs av Ferdinand Canu och Ray Smith Bassler 1928.  Smittipora americana ingår i släktet Smittipora och familjen Onychocellidae. Inga underarter finns listade i Catalogue of Life.